# Jiří Sýkora
Jiří Sýkora (20 gennaio 1995) è un multiplista ceco.

## Biografia
Ha rappresentato la Rep. Ceca ai Giochi olimpici estivi di Rio de Janeiro 2016 e Tokyo 2020.

## Palmarès
| Anno | Manifestazione                           | Sede              | Evento          | Risultato | Prestazione | Note |
| ---- | ---------------------------------------- | ----------------- | --------------- | --------- | ----------- | ---- |
| 2011 | Mondiali allievi                         | Lilla             | Octathlon (U18) | 7º        | 5823 p.     |      |
| 2011 | Festival olimpico della gioventù europea | Trebisonda        | Salto in lungo  | 8º        | 6,86 m      |      |
| 2013 | Europei juniores                         | Rieti             | Salto in lungo  |           | nm          |      |
| 2014 | Mondiali juniores                        | Eugene            | Decathlon (U20) | Oro       | 8135 p.     |      |
| 2014 | Europei                                  | Zurigo            | Decathlon       | dnf       | dnf         |      |
| 2015 | Europei under 23                         | Tallinn           | Decathlon       | dnf       | dnf         |      |
| 2016 | Europei                                  | Amsterdam         | Decathlon       | dnf       | dnf         |      |
| 2016 | Giochi olimpici                          | Rio de Janeiro    | Decathlon       | 25º       | 6237 p.     |      |
| 2017 | Europei indoor                           | Belgrado          | Eptathlon       | 10º       | 5902 p.     |      |
| 2017 | Europei under 23                         | Bydgoszcz         | Decathlon       | Oro       | 8084 p.     |      |
| 2019 | Europei indoor                           | Glasgow           | Eptathlon       | 9º        | 5016 p.     |      |
| 2021 | Giochi olimpici                          | Tokyo             | Decathlon       | 17º       | 7943 p.     |      |
| 2022 | Mondiali                                 | Eugene            | Decathlon       | 13º       | 8107 p.     |      |
| 2022 | Europei                                  | Monaco di Baviera | Decathlon       | dnf       | dnf         |      |